# Sorodstvo
Soródstvo je osnovno načelo organiziranja posameznikov v socialne skupine, vloge in kategorije. Sprva je bilo mišljeno, da je sorodstvo pogojeno z biološkim potomstvom, a je to miselnost zavrnil sociolog Schneider leta 1984.
Trdil je, da so antropologi našli izvor sorodstva v odnosih človeške reprodukcije in ponovno biološko opredelili sorodstvo neglede na lastno evroameriško kulturo, saj ne moremo domnevati in pogojevati, da je povsod po svetu sorodstvo opredeljeno glede na človeško reproduktivnost.
V najsplošnejšem smislu se sorodstvo navezuje na nekaj, kar je skupno nekomu ali nečemu; npr. avtomobil je soroden tovornjaku. V nekaterih kulturah formalno potrdijo sorodstvo s pomočjo različnih običajev in zaobljub.